# سیارک ۱۲۲۷
سیارک ۱۲۲۷ (به انگلیسی: 1227 Geranium، نامگذاری:1931TD) هزار و دویست و بیست و هفتمین سیارک کشف شده‌است که در ۵ اکتبر ۱۹۳۱ و در هایدلبرگ کشف شد.
قدر مطلق سیارک برابر ۱۰٫۱۰ است.